# Congrès de la République (Pérou)
Pour les autres articles nationaux ou selon les autres juridictions, voir Congrès (homonymie).
Législature 2021-2026
Palais législatif (es)
Le Congrès de la République (en espagnol : Congreso de la República) est l'organe monocaméral exerçant le pouvoir législatif au Pérou et jouant un rôle vital au sein de l’État.
Depuis 1995, il se compose d'une chambre unique qui compte un effectif de 120 congressistes, élus par chaque district électoral, pour un mandat de cinq ans. Le nombre de congressistes est porté à 130 en 2011. Le Congrès actuel a pris ses fonctions en juillet 2021 à la suite des élections législatives du 11 avril précédent.
Le Congrès siège au palais législatif (es), situé dans le centre-ville de Lima, la capitale du pays, près du palais du gouvernement.

## Fonctions
La Constitution du Pérou fixe les fonctions et responsabilités du Congrès de la République comme suit :
- Légiférer. Le Congrès est chargé de débattre et approuver les projets de loi proposés par les instances à compétence législative ;
- Contrôler. Le Congrès a le droit et le pouvoir de contrôler les actes du gouvernement et de l’administration publique en général ;
- Représenter la nation. Les membres du Congrès sont les représentants réguliers de leurs électeurs et de toute la nation.

## Système électoral
Le Congrès de la République est doté de 130 sièges pourvus pour cinq ans au scrutin proportionnel dans 26 circonscriptions électorales plurinominales correspondant aux 24 départements et 2 provinces du pays. Les sièges sont répartis selon la méthode D'Hondt à tous les partis ayant franchi le seuil électoral de 5 % des suffrages exprimés au niveau national, ou obtenu au moins sept sièges dans une seule circonscription lors de la répartition initiale au quotient simple. Avant 2011, le nombre de sièges minimum exigé était de six. Les électeurs ont également la possibilité d'effectuer jusqu'à deux votes préférentiels pour des candidats de la liste choisie afin de faire monter leurs places dans celle-ci,,.
Le vote est obligatoire de 18 à 70 ans. Hormis les cas d'élections anticipées, les élections ont traditionnellement lieu en avril, pour une mise en place de la nouvelle législature en juillet. Depuis le référendum de décembre 2018, les règles sur le financement privé des partis politiques et des campagnes électorales de leurs candidats ont été considérablement durcies, dans le but de lutter contre la corruption des élus. De même, les parlementaires n'ont dorénavant plus le droit d'effectuer un second mandat consécutif, une disposition qui s'appliquait déjà au président de la République. L'une des propositions du référendum prévoyait également le passage à un parlement bicaméral, mais celle-ci a été rejetée par les électeurs.

## Histoire

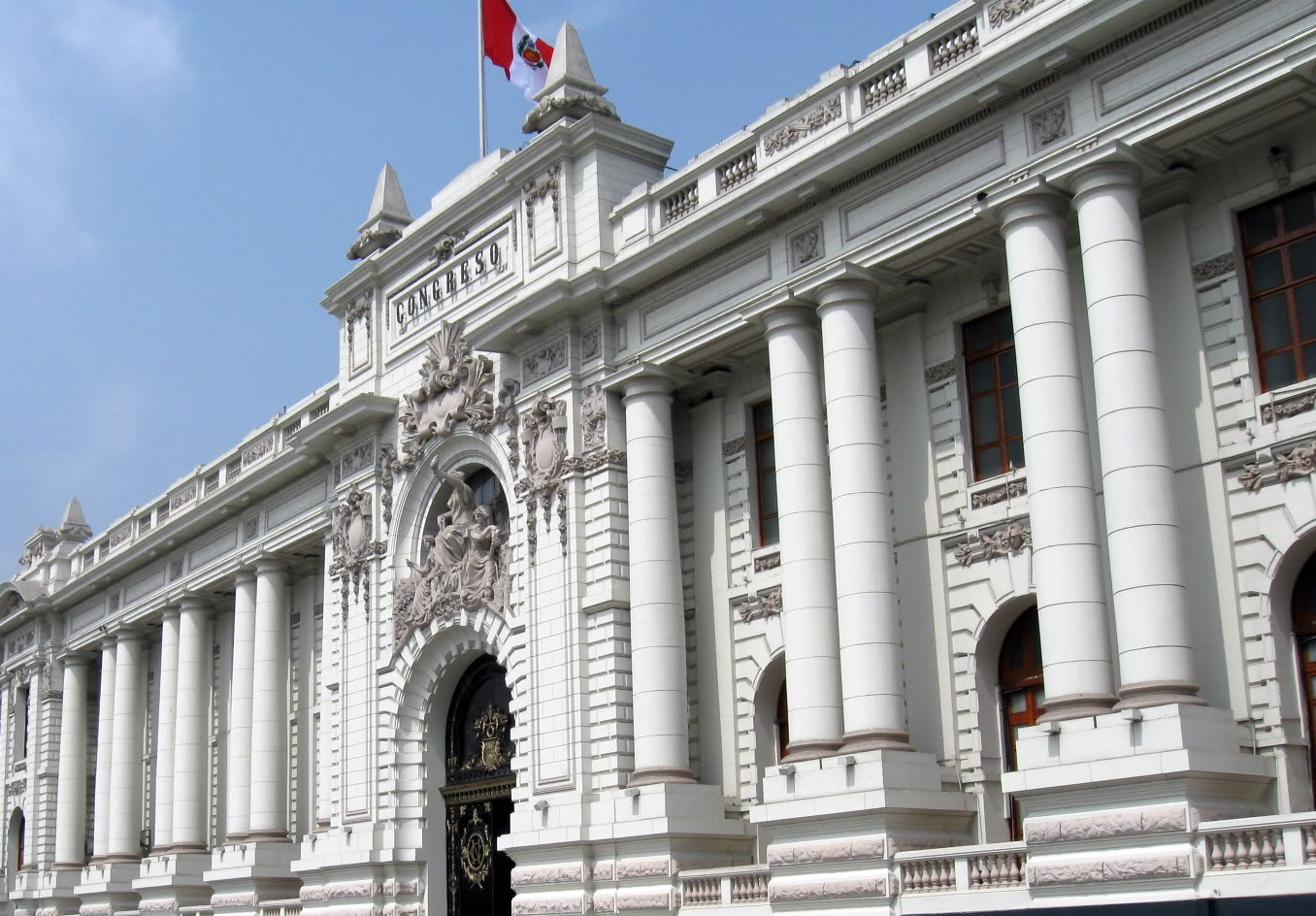
Façade du parlement péruvien.

Avec l'indépendance du Pérou, des élections sont tenues par José de San Martín afin de former un congrès qui donne une constitution à la jeune nation. C'est ainsi que le premier Congrès monocaméral est constitué sous l'autorité de Francisco Xavier de Luna Pizarro. 
En 1824, Simón Bolívar arrive au Pérou et obtient le pouvoir absolu pour former un nouveau Congrès qui lui soit favorable. Il se composait de trois chambres : la chambre basse pour les députés, la chambre haute pour les sénateurs et la chambre suprême pour les tribuns. Cependant, cette nouvelle constitution ne sera pas longtemps en vigueur et ce modèle de congrès sera vite oublié.
Avec la constitution de 1828, promulguée par José de La Mar, le congrès fixe son bicamérisme et ce modèle sera inscrit sans interruption — excepté lors de la période fédéraliste — dans toutes les constitutions du Pérou jusqu'en 1992. 
Au XXe siècle, le Congrès était devenu un acteur principal des troubles politiques qui secouèrent continuellement la société péruvienne. À plusieurs reprises, son palais législatif est fermé, ses assemblées sont dissoutes et ses présidents seront chargés du gouvernement.
En 1968, le général putschiste Juan Velasco Alvarado dépose le président de la République Fernando Belaúnde Terry et dissout le Congrès. Celui-ci ne rouvrira ses portes qu'en 1978, lorsque le général au pouvoir Francisco Morales Bermúdez décide le retour du pays à la démocratie.
L'année suivante, Víctor Raúl Haya de la Torre, à la tête de l’Assemblée constituante, fixe les bases de la nouvelle constitution de 1979, laquelle ratifiait le bicamérisme du congrès : une chambre pour les sénateurs (élus par un district) et une autre pour les députés (élus par chaque département). 
Sous la constitution de 1980 (révoquée en 1993), le congrès du Pérou était bicaméral et se composait d'un chambre haute, le Sénat (avec 60 membres) et d'une Chambre de députés (avec 180 membres). Les membres des deux chambres étaient élus pour un mandat de cinq ans tout comme celui du président de la République. À la suite du coup d'État de 1992 et de la dissolution du Congrès, le Congrès constitutionnel démocratique dispose d'une seule chambre à 120 députés. Le nombre de députés est fixé à 130 depuis 2011.